# Gilles Simon
Gilles Simon (Nizza, 27 dicembre 1984) è un allenatore di tennis ed ex tennista francese.
In carriera ha raggiunto la posizione n° 6 della classifica ATP (2009) e ha vinto 14 tornei del circuito maggiore in singolare.

## Carriera
Entrato nel circuito pro nel 2002, raggiunge la sua prima finale Atp solo quattro anni dopo al torneo di Valencia, dove viene sconfitto in due set da Nicolás Almagro. La prima vittoria è dell'anno successivo ed arriva sul cemento di casa di Marsiglia, dove in finale batte il cipriota Marcos Baghdatis per 6-4 7-6, nello stesso anno si aggiudica anche il torneo di Bucarest (terra rossa), battendo in tre set il tennista di casa Victor Hănescu.
Nel 2008 si aggiudica altri tre tornei: quello di Casablanca in una finale tutta francese contro Julien Benneteau, quello di Indianapolis infliggendo al russo Dmitrij Tursunov un doppio 6-4 e, per la seconda volta in due anni, il torneo di Bucarest, battendo in finale lo spagnolo Carlos Moyá per 6-3 6-4. A fine stagione raggiunge anche la finale del Masters 1000 di Madrid, che tuttavia perde in due set contro Andy Murray. Ottiene comunque l'accesso per la prima volta alla Master Cup di Shanghai di fine anno, grazie alla preannunciata mancata partecipazione di Rafael Nadal per problemi ad un ginocchio. Chiuderà il torneo uscendo in semifinale.
Nel biennio successivo ottiene altri due titoli, vincendo l'open tailandese di Bangkok nel 2009 e il torneo di Metz nel 2010. Nel 2011 ottiene invece il primo successo in un torneo ATP 500, vincendo ad Amburgo, oltre all'ottavo titolo 250 con il torneo di Sydney.
Nel 2012 conquista per la terza volta la vittoria nell'Open di Romania, battendo in finale Fabio Fognini per 6-4 6-3 e diventando il giocatore più titolato del torneo, prima della sua soppressione nel 2017. L'anno successivo conquista per la seconda volta il torneo di Metz, battendo Jo-Wilfried Tsonga; mentre nel 2014 raggiunge la sua seconda finale in un ATP Masters 1000 nel torneo di Shanghai, che tuttavia perde 6-7 6-7 contro Roger Federer.
Il 22 febbraio 2015 sconfigge in finale a Marsiglia il connazionale Gaël Monfils e conquista il dodicesimo torneo in carriera, diventando il tennista francese più vincente dell'Era Open dopo Yannick Noah (irraggiungibile con i suoi 23 trofei). A settembre raggiunge per la terza volta la finale del torneo di Metz, ancora contro Jo-Wilfried Tsonga, da cui tuttavia esce sconfitto.
Dopo un digiuno di più di due anni, nel 2018 ottiene il 13º titolo in carriera, vincendo in finale a Pune contro Kevin Anderson, e 14º titolo, vincendo per la terza volta il Moselle Open di Metz. Dopo aver partecipato all'ATP Cup, inizia il 2020 sul cemento di Adelaide venendo eliminato al primo turno da Jeremy Chardy. Agli Australian Open batte al primo turno l'uruguaiano Pablo Cuevas prima di essere eliminato nel secondo turno da Nick Kyrgios in 4 set

## Statistiche

### Singolare

#### Vittorie (14)
| Legenda                                          |
| Grande Slam (0)                                  |
| Tennis Masters Cup / ATP Finals (0)              |
| ATP Masters Series / ATP Tour Master 1000 (0)    |
| ATP International Series Gold / ATP Tour 500 (1) |
| ATP International Series / ATP Tour 250 (13)     |

| N.  | Data              | Torneo                                     | Superficie  | Avversari in finale | Punteggio        |
| 1.  | 15 febbraio 2007  | Open 13, Marsiglia (1)                     | Cemento (i) | Marcos Baghdatis    | 6-4, 7-6(5)      |
| 2.  | 18 settembre 2007 | Romanian Open, Bucarest (1)                | Terra rossa | Victor Hănescu      | 4-6, 6-3, 6-2    |
| 3.  | 24 maggio 2008    | Grand Prix Hassan II, Casablanca           | Terra rossa | Julien Benneteau    | 7-5, 6-2         |
| 4.  | 20 luglio 2008    | Atlanta Tennis Championships, Indianapolis | Cemento     | Dmitrij Tursunov    | 6-4, 6-4         |
| 5.  | 14 settembre 2008 | Romanian Open, Bucarest (2)                | Terra rossa | Carlos Moyá         | 6-3, 6-4         |
| 6.  | 4 ottobre 2009    | Thailand Open, Bangkok                     | Cemento (i) | Viktor Troicki      | 7-5, 6-3         |
| 7.  | 26 settembre 2010 | Moselle Open, Metz (1)                     | Cemento (i) | Miša Zverev         | 6-3, 6-2         |
| 8.  | 15 gennaio 2011   | Sydney International, Sydney               | Cemento     | Viktor Troicki      | 7-5, 7-6(4)      |
| 9.  | 24 luglio 2011    | International German Open, Amburgo         | Terra rossa | Nicolás Almagro     | 6-4, 4-6, 6-4    |
| 10. | 29 aprile 2012    | Romanian Open, Bucarest (3)                | Terra rossa | Fabio Fognini       | 6-4, 6-3         |
| 11. | 22 settembre 2013 | Moselle Open, Metz (2)                     | Cemento (i) | Jo-Wilfried Tsonga  | 6-4, 6-3         |
| 12. | 22 febbraio 2015  | Open 13, Marsiglia (2)                     | Cemento (i) | Gaël Monfils        | 6-4, 1-6, 7-6(5) |
| 13. | 6 gennaio 2018    | Maharashtra Open, Pune                     | Cemento     | Kevin Anderson      | 7-6(4), 6-2      |
| 14. | 23 settembre 2018 | Moselle Open, Metz (3)                     | Cemento (i) | Matthias Bachinger  | 7-6(2), 6-1      |

#### Finali perse (8)
| Legenda                                          |
| Grande Slam (0)                                  |
| Tennis Masters Cup / ATP Finals (0)              |
| ATP Masters Series / ATP Tour Master 1000 (2)    |
| ATP International Series Gold / ATP Tour 500 (2) |
| ATP International Series / ATP Tour 250 (4)      |

| N. | Data              | Torneo                                       | Superficie  | Avversari in finale | Punteggio           |
| 1. | 16 aprile 2006    | Open de Tenis Comunidad Valenciana, Valencia | Terra rossa | Nicolás Almagro     | 2-6, 3-6            |
| 2. | 19 ottobre 2008   | Madrid Open, Madrid                          | Cemento (i) | Andy Murray         | 4-6, 6(6)-7         |
| 3. | 30 settembre 2012 | Thailand Open, Bangkok                       | Cemento (i) | Richard Gasquet     | 2-6, 1-6            |
| 4. | 22 giugno 2013    | Eastbourne International, Eastbourne         | Erba        | Feliciano López     | 6(2)-7, 7-6(5), 0-6 |
| 5. | 12 ottobre 2014   | Shanghai Masters, Shanghai                   | Cemento     | Roger Federer       | 6(6)-7, 6(2)-7      |
| 6. | 27 settembre 2015 | Moselle Open, Metz                           | Cemento (i) | Jo-Wilfried Tsonga  | 6(5)-7, 6-1, 2-6    |
| 7. | 26 maggio 2018    | Open Parc Auvergne-Rhône-Alpes Lyon, Lione   | Terra rossa | Dominic Thiem       | 6-3, 6(2)-7, 1-6    |
| 8. | 23 giugno 2019    | Queen's Club Championships, Londra           | Erba        | Feliciano López     | 2-6, 7-6(4), 6(2)-7 |

## Risultati in progressione

### Singolare
| Torneo                     | 2002            | 2003            | 2004            | 2005            | 2006            | 2007            | 2008 | 2009            | 2010            | 2011            | 2012            | 2013            | 2014            | 2015            | 2016            | 2017            | 2018            | 2019            | 2020            | 2021            | 2022 | Carriera V-P |
| -------------------------- | --------------- | --------------- | --------------- | --------------- | --------------- | --------------- | ---- | --------------- | --------------- | --------------- | --------------- | --------------- | --------------- | --------------- | --------------- | --------------- | --------------- | --------------- | --------------- | --------------- | ---- | ------------ |
| Tornei Grande Slam         |                 |                 |                 |                 |                 |                 |      |                 |                 |                 |                 |                 |                 |                 |                 |                 |                 |                 |                 |                 |      |              |
| Australian Open, Melbourne | A               | A               | A               | Q3              | 3T              | 1T              | 3T   | QF              | A               | 2T              | 2T              | 4T              | 3T              | 3T              | 4T              | 3T              | 2T              | 2T              | 2T              | 1T              | Q1   | 25-15        |
| Roland Garros, Parigi      | A               | A               | Q1              | 1T              | 1T              | 2T              | 1T   | 3T              | A               | 4T              | 3T              | 4T              | 3T              | 4T              | 3T              | 1T              | 3T              | 2T              | 1T              | 1T              | 3T   | 23-17        |
| Wimbledon, Londra          | A               | A               | A               | Q3              | 1T              | 2T              | 3T   | 4T              | 3T              | 3T              | 2T              | 1T              | 3T              | QF              | 2T              | 2T              | 4T              | 2T              | ND              | 1T              | Q1   | 22-15        |
| US Open, New York          | A               | A               | Q1              | Q1              | 2T              | 2T              | 3T   | 3T              | 3T              | 4T              | 3T              | A               | 4T              | 1T              | 2T              | 1T              | 2T              | 2T              | 2T              | A               |      | 20-14        |
| Torneo di fine Anno        |                 |                 |                 |                 |                 |                 |      |                 |                 |                 |                 |                 |                 |                 |                 |                 |                 |                 |                 |                 |      |              |
| ATP World Tour Finals      | Non qualificato | Non qualificato | Non qualificato | Non qualificato | Non qualificato | Non qualificato | SF   | Non qualificato | Non qualificato | Non qualificato | Non qualificato | Non qualificato | Non qualificato | Non qualificato | Non qualificato | Non qualificato | Non qualificato | Non qualificato | Non qualificato | Non qualificato |      | 2-2          |
| Giochi Olimpici            |                 |                 |                 |                 |                 |                 |      |                 |                 |                 |                 |                 |                 |                 |                 |                 |                 |                 |                 |                 |      |              |
| Giochi Olimpici            | Non disputati   | Non disputati   | A               | Non disputati   | Non disputati   | Non disputati   | 3T   | Non disputati   | Non disputati   | Non disputati   | 3T              | Non disputati   | Non disputati   | Non disputati   | 3T              | Non disputati   | Non disputati   | Non disputati   | Non disputati   | 1T              | ND   | 6–3          |
| Statistiche carriera       |                 |                 |                 |                 |                 |                 |      |                 |                 |                 |                 |                 |                 |                 |                 |                 |                 |                 |                 |                 |      |              |
| Finali affrontate          | 0               | 0               | 0               | 0               | 1               | 2               | 4    | 1               | 1               | 2               | 2               | 2               | 1               | 2               | 0               | 0               | 3               | 1               | 0               | 0               | 0    | 22           |
| Tornei vinti               | 0               | 0               | 0               | 0               | 0               | 2               | 3    | 1               | 1               | 2               | 1               | 1               | 0               | 1               | 0               | 0               | 2               | 0               | 0               | 0               | 0    | 14           |
| Ranking fine anno          | 1131            | 487             | 177             | 124             | 45              | 29              | 7    | 15              | 41              | 12              | 16              | 19              | 21              | 15              | 25              | 89              | 30              | 55              | 63              | 122             |      | N/A          |